# Michel Jacquet (auteur)
 (avril 2020).
Pour les articles homonymes, voir Michel Jacquet (homonymie) et Jacquet.
Michel Jacquet, né en 1955 à Bourges est un écrivain-historien français.

## Biographie
Michel Jacquet est né en 1955 à Bourges (Cher) où il fréquente le lycée Alain-Fournier et passe son baccalauréat en 1972.
Licencié en lettres en 1975 à l'Université d'Orléans, il obtient une maîtrise en lettres en 1976, dans cette même université sur le thème « 1848 et les écrivains ». Après cinq années comme enseignant-coopérant en Algérie, il revient enseigner à Bourges et obtient en 1999 un doctorat ès lettres à l'Université d'Orléans sur le thème « Une vision romanesque de l'Occupation. Ironie et dérision dans le roman sur l'Occupation ». Cette thèse est éditée en 2000 sous le titre « Une Occupation très romanesque ».
Il se consacre ensuite à différents ouvrages portant sur la représentation cinématographique des conflits du XXe siècle et participe à de nombreux colloques et conférences en France (Les Rendez-vous de l'histoire de Blois, Mémorial de Caen, Musée de la Grande Guerre du pays de Meaux, Centre de la mémoire d'Oradour-sur-Glane) et à l'étranger, notamment dans des Instituts culturels français en Allemagne (Fribourg, Bonn, Düsseldorf, Erlangen), en Espagne (Madrid, Saragosse, Valence, Bilbao) et en Autriche (Vienne).
Dans une approche pluridisciplinaire, il met en évidence le rôle que tiennent certains films dans l'écriture et la réécriture de l'histoire.

## Essais historiques
- Une Occupation très romanesque, La Bruyère, 2000, 241 p.  (ISBN 9782840147107)
- La Rose plébéienne, La Bruyère, 2003, 117 p.  (ISBN 9782840149576)
- Travelling sur les années noires. L'Occupation dans le cinéma français depuis 1945, Alvik, 2004Réédité et actualisé en 2011 par les éditions Mélibée et en 2020 par les éditions Lamarque.
- La Grande Guerre sur grand écran, Anovi, 2006, 108 p.  (ISBN 978-2914818131)
- Nuit américaine sur le Vietnam. Le cinéma U.S et la "sale guerre", Anovi, 2009, 112 p.  (ISBN 978-2914818360)
- Guerre d'Algérie : la dernière séance, Anovi, 2015, 144 p.  (ISBN 978-2914818889)
- Bourges, ville discrète et flamboyante, Sutton, 2018, 208 p.  (ISBN 978-2813811295)

- Berlin, entre désir et mémoire, Lamarque, 2021  (ISBN 9782490643530)

- Richard Nixon, De Washington à Hollywood, le président mal aimé, Lamarque, 2022  (ISBN 978-2-490643-74-5)
- Madrid, sol y sombra, Lamarque, 2023  (ISBN 978-2-490643-90-5)
- Curieuses Histoires de cinéma, Caban, 2023  (ISBN 978-2-493270-72-6)
- Une guerre incertaine. Le cinéma italien et la Seconde Guerre mondiale, Lamarque, 2024  (ISBN 978-2-487549-04-3)

### Articles d'histoire
- Le grand tournant. Livret publié par Arte France Développement en accompagnement du DVD du film Lacombe Lucien (Louis Malle). 2006.
- La représentation des Allemands dans le cinéma français d'après-guerre. Actes du colloque international des 8, 9, 10 décembre 2005. Mémorial de Caen. Centre de Recherche d'Histoire Quantitative. Collection Seconde Guerre mondiale, n°7. 2007, pp. 363-368.
- Le cinéma algérien : de la guerre d'indépendance à la guerre civile des années 90. CinémAction, éd. Charles Corlet. « Révoltes armées et terrorisme à l'écran », dirigé par Delphine Letort, 2019, pp. 34-41.
- La représentation cinématographique de la Première Guerre mondiale. Revue du cercle "Die Furbacher", n°10, 2019, pp. 72-79.

## Émission radiophonique
- De Rambo à American Sniper, le PTSD au cœur de la fiction. La grande table d'été. France Culture, 21/07/2015[1].

## Colloques
- La répression en France 1940-1945. Colloque international des 8, 9, 10 décembre 2005. Mémorial de Caen.
- Exploitation en cours des images de guerre. Centre de la mémoire d'Oradour-sur-glane. 23 mars 2006.
- Nuit américaine sur le Vietnam. Les Rendez-vous de l'histoire. Blois. 11 octobre 2009.
- Cinéma et Seconde Guerre mondiale. Centre d'Histoire de la Résistance et de la Déportation de Lyon. 22 et 23 mars 2010.
- Der erste Weltkrieg im Film : eine Auseinandersetzung mit Heldendiskursen. Centre culturel français de Fribourg, 29 avril 2014.
- La Première Guerre mondiale dans le cinéma. Conférence-projection. Institut français d'Autriche-Vienne. 25 février 2015.
- Guerre d'Algérie : la dernière séance. Les Rendez-vous de l'histoire. Blois. 9 octobre 2015.
- La guerre d'Algérie au cinéma. Fortbildungsveranstaltung für Französischlehrer. Friedrich-Alexander Universität Erlangen-Nürnberg, 11 mars 2017.
- Une approche cinématographique de la guerre de 1914-1918. Alliance française de Gênes, évènement labellisé par la Mission du centenaire de la Première Guerre mondiale, 29 octobre 2018.

## Articles sur Michel Jacquet
- Lumière sur les années noires. Dominique Borde, Le Figaro Littéraire, 16 septembre 2004.
- Travelling sur les années noires. Patrick Brion, Le bulletin des nouveautés, Ministère des Affaires étrangères, n°19, décembre 2004.
- Travelling sur les années noires. Adrien Gombeaud, Positif, n°531, mai 2005.
- "Dunkle Jahre" ein Stück näher gebracht". Aachener Nachrichten. 24 février 2006[2].
- La Grande Guerre sur grand écran. Jean-Noël Grandhomme, Les cahiers de la Grande Guerre, n°32, 2007.
- Guerre et cinéma. Jean-François Dominé, Revue historique des armées, n°252, 2008[3].
- La lumière s'est éteinte sur l'Amérique. Eric Nuevo, Nonfiction, 28 juillet 2009[4].« »
- La guerra de Argelia es tabu en Francia, incluso en el cine. S. Campo, Heraldo de Aragon, 31 octobre 2015[5].
- Guerre d'Algérie : la dernière séance. Rémy Porte, Inflexions, n°32[6].